# VB Leasing
VB Leasing S.A. – polska spółka leasingowa z siedzibą we Wrocławiu. Jest członkiem Związku Polskiego Leasingu (ZPL) oraz Grupy VB Leasing. Od lipca 2023 znajduje się w procesie restrukturyzacji.

## Historia
Spółka została zawiązana w dniu 9 czerwca 1997 jako Carcade Leasing S.A. z siedzibą w Warszawie. W styczniu 2002 zmieniła nazwę na Carcade S.A., a w maju 2004 przeniosła siedzibę z Warszawy do Wrocławia. Wcześniej, w marcu 2003, pakiet akcji Carcade nabyty został przez RB Investcom Sp. z o.o. z Wrocławia. W styczniu 2005 do grona akcjonariuszy Carcade dołączył Getin Holding, należący do Leszka Czarneckiego. W wyniku tej zmiany spółka w lutym 2005 zmieniła nazwę na Getin Leasing S.A. W lutym 2009 akcje Getin Leasing SA zostały nabyte przez Getin Bank, który stał się głównym akcjonariuszem. Po połączeniu w styczniu 2010 Getin Banku z Noble Bankiem i powstaniu Getin Noble Banku głównym akcjonariuszem Getin Leasing S.A. stał się połączony bank. W lutym 2023, w wyniku ogłoszenia upadłości Getin Noble Banku S.A., spółka została przekształcona w VB Leasing S.A. W lipcu 2023 otwarte zostało postępowanie restrukturyzacyjne spółki, wyniku czego prowadzi ona działalność pod nazwą VB Leasing S.A. w restrukturyzacji. Suma jej zobowiązań została wówczas oszacowana na ponad 8 mld zł.
Firma koncentruje się na finansowaniu:
- pojazdów osobowych, kamperów, pojazdów dostawczych, motocykli i quadów,
- specjalistycznych środków transportu,
- ciągników siodłowych, naczep i przyczep, ciężarówek, autobusów,
- maszyn i urządzeń (m.in. obrabiarek, maszyn rolniczych, budowlanych, medycznych, kosmetycznych, poligraficznych, przemysłowych, gastronomicznych),
- linii technologicznych,
- IT i wyposażenia biur,
- łodzi i jachtów motorowych

## Nagrody i wyróżnienia
- 2023 – Order Finansowy 2022 Home&Market za finansowanie pojazdów dla firm z programem „Weź auto w podróż”.
- 2022 – Firma Przyjazna Klientowi.
- 2021 – Firma Przyjazna Klientowi, Perły Polskiego Leasingu.
- 2020 – Firma Przyjazna Klientowi, Order Finansowy 2019 Home&Market za finansowanie kamperów w programie „Wolność podróżowania”.
- 2019 – Firma Przyjazna Klientowi, Najlepsze Produkty dla Biznesu 2019 za uproszczoną procedurę finansowania instalacji fotowoltaicznych, Skrzydła KRD – wyróżnienie w kategorii branża leasingowa, Perły Polskiej Gospodarki, Lokomotywa Biznesu.
- 2018 – Firma Przyjazna Klientowi, Marka Godna Zaufania, Perły Polskiej Gospodarki, Najlepsze Produkty dla MŚP – Turbiny Polskiej Gospodarki 2018 – najem maszyn budowlanych, drogowych i wózków widłowych, Order Finansowy 2017 za finansowanie pojazdów lekkich z Travel Card, Złoty Laur Klienta.
- 2017 – Innowacyjna Firma, Firma Przyjazna Klientowi, Laur Klienta 2017 Grand Prix, Lider BOOK OF LISTS 2017/2018 w kategorii firma leasingowa, Marka Godna Zaufania, Najlepsze Produkty dla MŚP, PROSPERITA dla Najlepszej Firmy Leasingowej, Order Finansowy za najem dla branży TSL.
- 2016 – Firma Przyjazna Klientowi, Laur Klienta Odpowiedzialni w Biznesie, Najlepszy Partner w Biznesie, Order Finansowy.
- 2015 – Orzeł Polskiej Przedsiębiorczości, Laur Klienta, Najlepszy Partner w Biznesie, Firma Roku w plebiscycie Ogólnopolskiej Federacji Przedsiębiorców i Pracodawców.
- 2014 – Order Finansowy, Najlepsze Produkty dla MŚP[13].